# 12868 Onken
12868 Onken este un asteroid din centura principală de asteroizi.

## Descriere
12868 Onken este un asteroid din centura principală de asteroizi. A fost descoperit pe 19 iunie 1998 la Stația Anderson Mesa în cadrul programului LONEOS. El prezintă o orbită caracterizată de o semiaxă mare de 3,10 ua, o excentricitate de 0,29 și o înclinație de 14,2° în raport cu ecliptica.